# Bahnhof Frankfurt am Main Messe
Der Bahnhof Frankfurt am Main Messe ist ein S-Bahn-Haltepunkt an der Homburger Bahn im Frankfurter Stadtteil Bockenheim inmitten des Frankfurter Messegeländes. Die Station wurde 1999 eröffnet, um als Messebahnhof die Messe besser an den öffentlichen Personennahverkehr (ÖPNV) anzubinden. Sie besteht aus zwei Bahnsteiggleisen, die an einem Mittelbahnsteig liegen. Zur Errichtung des Bahnsteigs musste in einem aufwendigen Verfahren der Gleisabstand vergrößert werden. Dazu musste auch die nebenan verlaufende Straße verlegt und eine Brücke umgebaut werden.
Über Fahrtreppen ist der Bahnsteig mit dem Messe-Foyer verbunden, so dass Messebesucher direkt vom Zug in den Eingangsbereich der Messe gelangen, der nur während Messeveranstaltungen geöffnet ist. Die zwei anderen und jederzeit nutzbaren Zugänge verfügen über Treppen sowie Fahrstühle, die einen barrierefreien Zugang ermöglichen. Rampen sind nicht vorhanden, jedoch ist der südliche Zugang mit einem Schrägaufzug ausgestattet.

## Anbindung

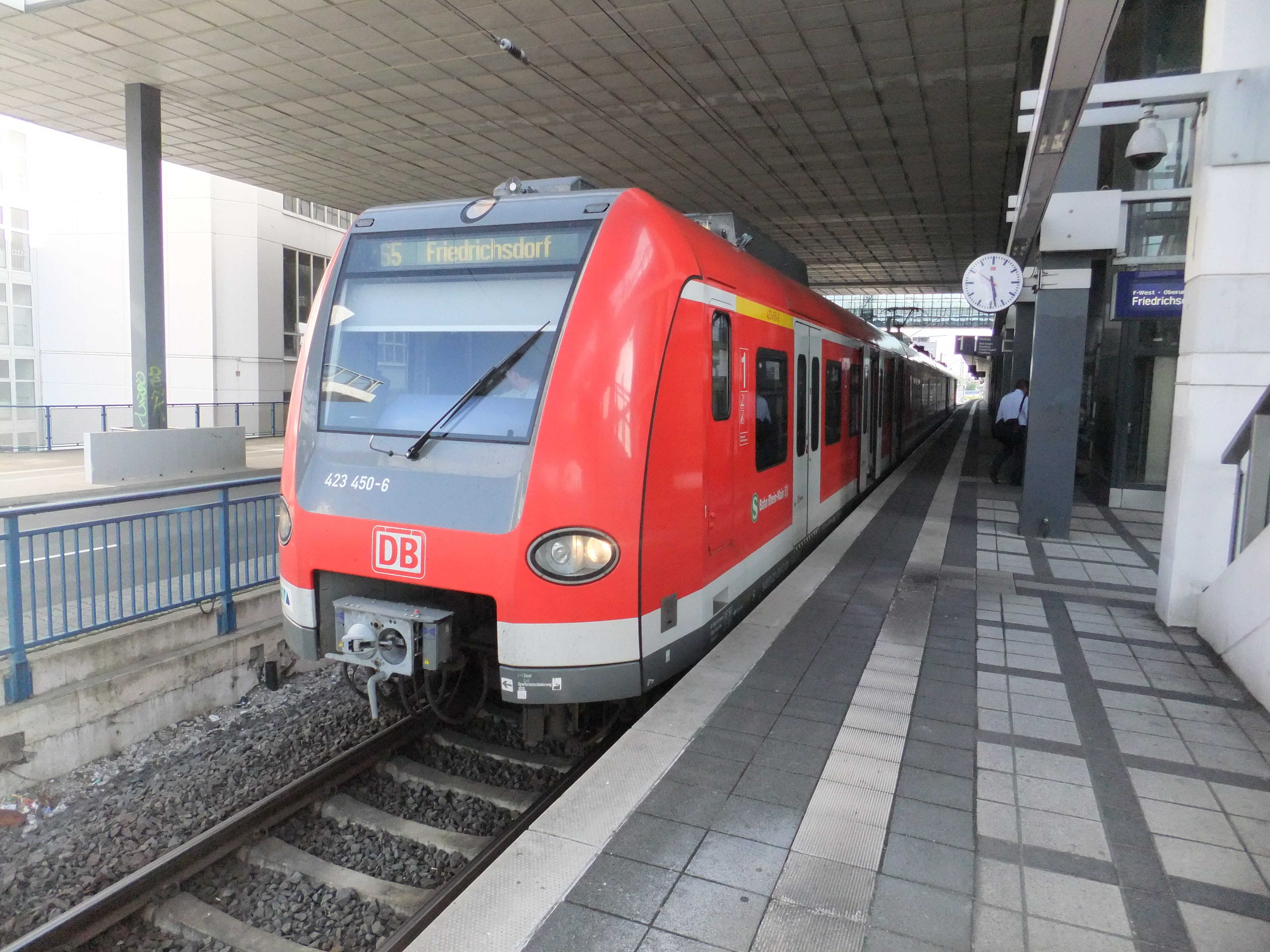
DB-Baureihe 423 als Zug der S5 im Bahnhof Frankfurt am Main Messe

Der Bahnhof wird ausschließlich von S-Bahnen der Linien S3, S4, S5 und S6 bedient. Die Intercity- und Regionalzüge fahren auf der parallel verlaufenden Main-Weser-Bahn durch. Hier sind keine Bahnsteige vorhanden.
| Linie                    | Verlauf | Takt |
| ------------------------ | --- | --- |
| S3                       | Bad Soden (Taunus) – Sulzbach (Taunus) Nord – Schwalbach a Ts (Limes) – Schwalbach a Ts (Limes) Nord – Niederhöchstadt – Eschborn – Eschborn Süd – Frankfurt-Rödelheim – Frankfurt (Main) West – Frankfurt am Main Messe – Frankfurt (Main) Galluswarte – Frankfurt (Main) Hbf tief – Frankfurt (Main) Taunusanlage – Frankfurt (Main) Hauptwache – Frankfurt (Main) Konstablerwache – Frankfurt (Main) Ostendstraße – Frankfurt (Main) Lokalbahnhof – Frankfurt (Main) Süd | 30 min |
| S4                       | Kronberg (Taunus) – Kronberg Süd – Niederhöchstadt – Eschborn – Eschborn Süd – Frankfurt-Rödelheim – Frankfurt (Main) West – Frankfurt am Main Messe – Frankfurt (Main) Galluswarte – Frankfurt (Main) Hbf tief – Frankfurt (Main) Taunusanlage – Frankfurt (Main) Hauptwache – Frankfurt (Main) Konstablerwache – Frankfurt (Main) Ostendstraße – Frankfurt (Main) Lokalbahnhof – Frankfurt (Main) Süd | 30 min |
| S5                       | Friedrichsdorf (Taunus) – Seulberg – Bad Homburg – Oberursel (Taunus) – Oberursel-Stierstadt – Oberursel-Weißkirchen/Steinbach – Frankfurt-Rödelheim – Frankfurt (Main) West – Frankfurt am Main Messe – Frankfurt (Main) Galluswarte – Frankfurt (Main) Hbf tief – Frankfurt (Main) Taunusanlage – Frankfurt (Main) Hauptwache – Frankfurt (Main) Konstablerwache – Frankfurt (Main) Ostendstraße – Frankfurt (Main) Lokalbahnhof – Frankfurt (Main) Süd | 30 min 15 min (Bad Homburg–Frankfurt Süd werktags) |
| S6                       | (Friedberg (Hess) – Bruchenbrücken – Nieder-Wöllstadt – Okarben –) Groß Karben – Dortelweil – Bad Vilbel – Bad Vilbel Süd – Frankfurt-Berkersheim – Frankfurt-Frankfurter Berg – Frankfurt-Eschersheim – Frankfurt-Ginnheim – Frankfurt (Main) West – Frankfurt am Main Messe – Frankfurt (Main) Galluswarte – Frankfurt (Main) Hbf tief – Frankfurt (Main) Taunusanlage – Frankfurt (Main) Hauptwache – Frankfurt (Main) Konstablerwache – Frankfurt (Main) Ostendstraße – Frankfurt (Main) Lokalbahnhof – Frankfurt (Main) Süd – Frankfurt (Main) Stresemannallee – Frankfurt-Louisa – Neu-Isenburg – Dreieich-Buchschlag – Langen Flugsicherung – Langen (Hess) (– Egelsbach – Erzhausen – Darmstadt-Wixhausen – Darmstadt-Arheilgen – Darmstadt Hbf) | 15 min (Groß Karben–Langen montags–freitags, Bad Vilbel–Langen samstags, Bad Vilbel–Frankfurt Süd sonn-/feiertags) 30 min (Friedberg–Groß Karben montags–freitags, Friedberg–Bad Vilbel samstags, sonn-/feiertags und Langen–Darmstadt werktags, Frankfurt Süd–Darmstadt sonn-/feiertags) |
| Stand: 15. Dezember 2024 | | |